# Ácido N-acetilmurâmico
O Ácido N-acetilmurâmico é o éter do ácido láctico com a N-acetilglicosamina de fórmula molecular C11H19NO8. Faz parte de um biopolímero na parede celular bacteriana, que é construído a partir de unidades alternadas de N- acetilglucosamina (GlcNAc) e do ácido N- acetilmurâmico (MurNAc). Essa estrutura em camadas é chamada de peptidoglicano.

## Composição do peptidioglicano
No peptidioglicano, o MurNAc está covalentemente ligado à N- acetilglucosamina, podendo se ligar a amina da L-alanina pela hidroxila de sua carboxila, estando este aminoácido ligado a uma cadeia tetrapeptídica, composta de L-alanila, ácido D-glutâmico, L-lisina, D-alanina e ácido diaminopimélico, no qual são formadas ligações peptídicas entre a D-alanina e grupos aminos livres do ácido diaminopimélico, dando resistência às paredes celulares microbianas compostas de peptidioglicano.